# موسیقی اینداستریال
موسیقی اینداستریال (به انگلیسی: Industrial music) سبکی از موسیقی اکسپریمنتال است. که معمولاً شامل موسیقی الکترونیک می‌شود که زمینه‌های تحریک و عصیانگری را به تصویر می‌کشد. لفظ صنعتی در اوایل دهه ۷۰ میلادی برای توصیف هنرمندان کمپانی نشر آثار موسیقی صنعتی ضرب شد. وبسایت آل‌میوزیک موسیقی صنعتی را به عنوان ساینده‌ترین و تهاجمی‌ترین تلفیق از موسیقی راک و موسیقی الکترونیک که در ابتدا مخلوطی از تجربه‌های پیش‌قراولانه مانند (موسیقی نوار مغناطیسی، موسیقی کُنکرِت، وایت نویز ، سینث‌سایزرها، نمونه‌بردارها) و مسائل تحریک‌آمیز موسیقی پانک بود، تعیین می‌کند.
اولین هنرمندان موسیقی صنعتی با نویز (موسیقی) و عنوان‌های جدال‌آمیز تجربه اندوختند. تهیه آن‌ها به تولید موسیقی محدود نمی‌شد بلکه شامل نامه‌های هنری، هنر اجرا، نصب قطعات و اشکال هنری دیگر می‌شد. نوازندگان برجسته سبک موسیقی صنعتی شامل دروبین گروسل، اس پی کی، بویدرایس، کابرت والتیرو و Z'EV می‌باشد. در حالی که اصطلاح صنعتی ابتدا توسط هم‌گروه‌ها در انجمن‌ها به اشخاص و گروه‌های در ارتباط با کمپانی نشر موسیقی صنعتی می‌شد، بعداً به صورت وسیعتری برای شامل شدن کارهنرمندانی که توانایی‌هایی در جنبش اصلی کسب کرده بودند یا بااستفاده از زیبایی‌شناسی هنری به این سبک مرتبط می‌شدند، بکار رود.